# Christian Schröder
Christian Schröder (Schwerin, 10 de enero de 1947) es un deportista de la RDA que compitió en vela en la clase Finn. Ganó dos medallas de oro en el Campeonato Europeo de Finn, en los años 1972 y 1973.

## Palmarés internacional
| Campeonato Europeo | Campeonato Europeo       | Campeonato Europeo | Campeonato Europeo |
| Año                | Lugar                    | Medalla            | Clase              |
| ------------------ | ------------------------ | ------------------ | ------------------ |
| 1972               | Medemblik (Países Bajos) | Medalla de oro     | Finn               |
| 1973               | Władysławowo (Polonia)   | Medalla de oro     | Finn               |